# Akušroubovák

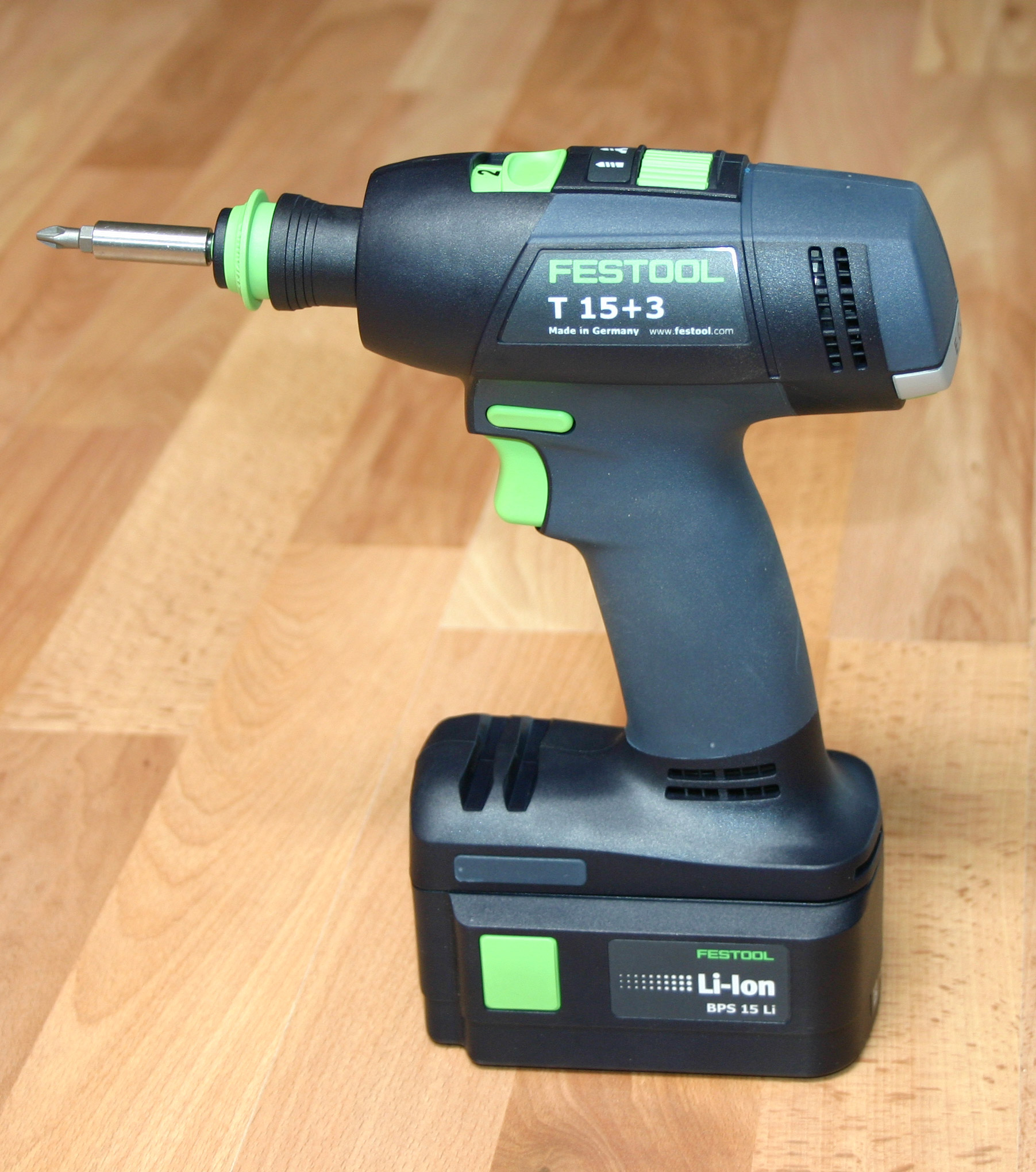
Profesionální akušroubovák

Akušroubovák (akumulátorový šroubovák) je druh elektrického pracovního nářadí, které je napájeno nabíjecím akumulátorem a které slouží ke šroubování pomocí výměnných nástrčných hlavic (bitů). Běžně se k upínání používá hlavice se šestihranem o rozměru 6,3 mm (1/4 palce). Akušroubováky bývají vybaveny nastavením utahovacího momentu, tedy maximální síly, která bude na utahovaný spojovací materiál vyvíjena.

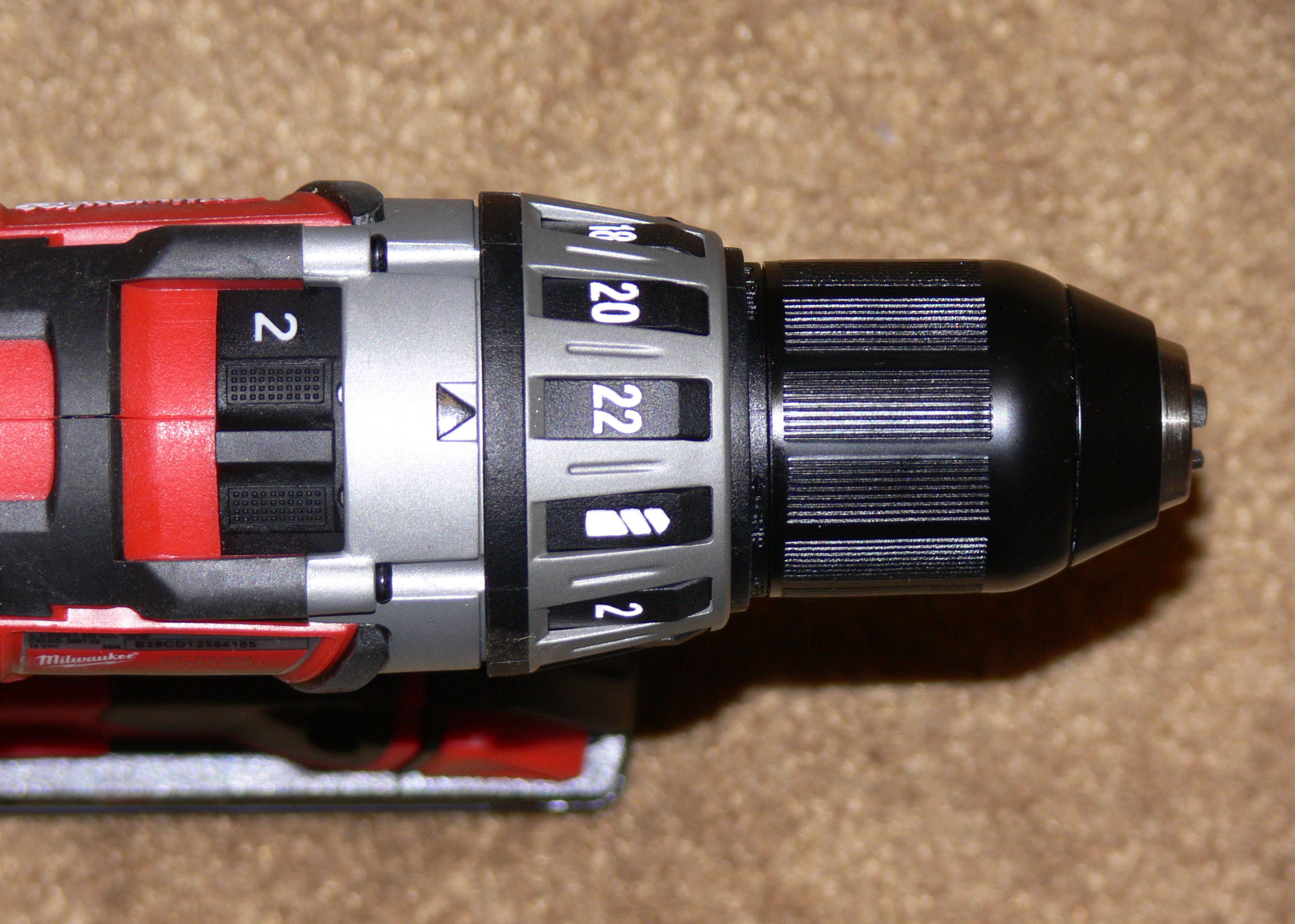
Nastavení utahovacího momentu

Akušroubovák bývá často kombinován s funkcí vrtačky a označuje se jako vrtací akušroubovák nebo prostě akuvrtačka. Pro uchycení různých průměrů je vybaven sklíčidlem a jednoduchou výměnu nástrčných klíčů lze zajistit šestihranným adaptérem.

## Napětí akumulátoru
V akušroubovácích se používají nejčastěji lithium-iontové (Li-ion), případně nikl-kadmiové (NiCd) akumulátory. S napětím obvykle roste výkon i váha přístroje a obvykle se vyskytují tyto kategorie Li-ion akušroubováků:
- 3,6 a 7,2 V – kompaktní lehké přístroje vhodné na montáže a běžné utahování, obvykle se šestihranem (bez sklíčidla)
- 10,8 V – lehčí vrtací akušroubováky se sklíčidlem průměru 10 mm, často s dvourychlostní převodovkou (šroubování, vrtání) a případně příklepem
- 14,4 a 18 V – těžší a výkonnější akuvrtačky se sklíčidlem 13 mm, obvykle s dvěma rychlostmi a běžné jsou modely s příklepem